# امتداد حرب إقليم التغراي
امتداد حرب إقليم التغراي هو تأثير حرب إقليم التغراي على البلدان الأخرى، ولا سيما السودان. يتألف هذا الامتداد والانتشار بشكل أساسي من اللاجئين الإثيوبيين الذين عبر أكثر من 50.000 منهم الحدود بين إثيوبيا والسودان. ووقعت أيضًا اشتباكات حدودية، معظمها بين القوات المسلحة السودانية والميليشيات الإثيوبية، لكن الحكومة السودانية ادعت أيضًا وقوع كمائن لقوات الدفاع الوطني الإثيوبية.

## الجدول الزمني

### 2020
- 28 ديسمبر: السودان يقول إنه استعاد 11 قرية احتلتها الميليشيات الإثيوبية.
- 28 ديسمبر: قتال في بلدة ليلي بعد هجوم قوات أمهرة، أدى إلى نزوح 1000 مزارع.
- 31 ديسمبر: أعلن القائم بأعمال وزير الخارجية السوداني عمر إسماعيل في مؤتمر صحفي أن القوات المسلحة السودانية استعادت ما تبقى من الأراضي المتنازع عليها في مديرية الفشقة، والتي كان قد استوطنها في السابق مزارعو الأمهرة.

### 2021
- 2 يناير: السودان يرسل تعزيزات إلى الحدود الإثيوبية.
- 3 يناير: اعتقل السودان 45 من مقاتلي جبهة التحرير الشعبية لتحرير تيغري عبر الحدود إلى السودان.
- 4 يناير: ميليشيات الأمهرة من إثيوبيا تختطف وقتل عددًا غير معروف من الرعاة في السودان.
- 6 يناير: السودان يقول إنه صد هجومين من إثيوبيا وأسر جنديًا إثيوبيًا.
- 9 يناير: أقامت إثيوبيا سياجاً لمنع اللاجئين من العبور إلى السودان.
- 11 يناير: تسللت القوات الإثيوبية مسافة 5 كيلومترات إلى الأراضي السودانية فقتلت ستة مدنيين.
- 13 يناير: تحطمت مروحية سودانية من طراز ميل مي 24 بالقرب من الحدود الإثيوبية. عبرت طائرة عسكرية إثيوبية الحدود بين إثيوبيا والسودان. استولى الجيش السوداني على تسعة معسكرات للجيش الإثيوبي داخل إثيوبيا.
- 18 يناير: هجوم عبر الحدود شنته ميليشيا من إثيوبيا أسفر عن مقتل راعيين في محلية القلعة الشرقية. سرق المهاجمون 250 نعجة في الهجوم.
- 20 يناير: هاجمت ميليشيا إثيوبية خمسة كيلومترات داخل السودان ودمرت سيارة وجرحت مزارعًا ، وأدى الهجوم إلى تشريد 25 شخصًا.
- 24 يناير: أطلقت إثيوبيا قذائف هاون على دورية سودانية ، مما دفع السودان للرد بقصفها بقذائف الهاون على محافظة القضارف الشرقية.
- 28 يناير: بدأت إثيوبيا في نشر المدفعية والدبابات والأنظمة المضادة للطائرات على الحدود مع السودان.
- 30 يناير: المليشيات الإثيوبية تختطف 3 تجار في منطقة باسنده مما دفع السودان إلى نشر تعزيزات عسكرية في المنطقة.